# Jílovice u Trhových Svinů
Jílovice (deutsch Jilowitz, früher Gilowitz) ist eine Gemeinde in Tschechien. Sie liegt sechs Kilometer östlich von Borovany in Südböhmen und gehört zum Okres České Budějovice.

## Geographie

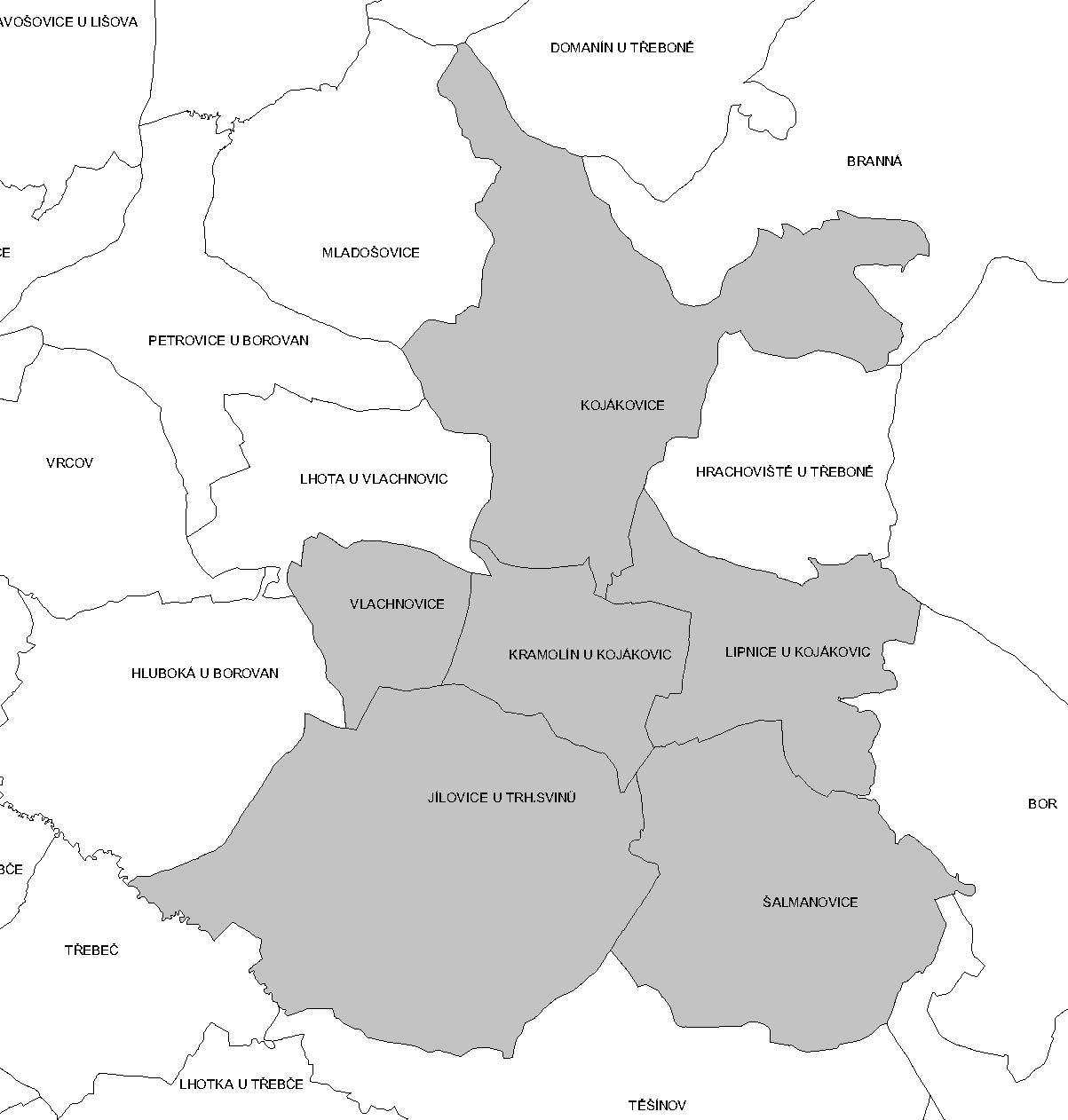
Katastralbezirke von Jílovice

Jílovice befindet sich am Übergang vom Wittingauer Becken zum Gratzener Bergland. Das Dorf erstreckt rechtsseitig über dem Tal der Strobnitz am Oberlauf ihres Zuflusses Jílovický potok. Nordöstlich erhebt sich der Porubí (516 m), im Südosten der Senný vrch (497 m). Gegen Süden liegt der Teich Veský rybník. Südwestlich verläuft die Bahnstrecke České Velenice–České Budějovice entlang der Strobnitz, die Bahnstation Jílovice liegt außerhalb des Dorfes in der Siedlung Jílovice nádraží.
Nachbarorte sind Vlachnovice und Kramolín im Norden, Lipnice, Podřezanská Bašta, Cep und Cepská Myslivna im Nordosten, Jiterní Ves, Nepomuk und Běhounek im Osten, Fricovna, Radovna, Jiříkovo Údolí, Jandovka und Blata im Südosten, Těšínov, U Kudlátů, Lospecen, U Svitáků im Süden, Jílovice nádraží und Třebeč im Südwesten, Peškův Mlýn, Vlčinec, Dvorec, Borovany und Nový Dvůr im Westen sowie Hluboká u Borovan, Vrcov, Kuchyňka und Lhota im Nordwesten.

### Gemeindegliederung
Die Gemeinde Jílovice besteht aus den Ortsteilen Jílovice (Jilowitz), Jiterní Ves (Gereutersdorf), Kojákovice (Kojakowitz), Kramolín (Kramolin), Lipnice (Lipnitz), Nepomuk, Šalmanovice (Schalmanowitz) und Vlachnovice (Wlachnowitz). Zu Jílovice gehören außerdem die Ansiedlungen Víska (Weska) und Jílovice nádraží, auch als Na Zastávce bezeichnet, sowie die Einschichten Běhounek, Činátl, Fricovna, Kojan, Radovna und Ruda. Grundsiedlungseinheiten sind Jílovice, Jílovice-Na Zastávce, Jiterní Ves, Kojákovice, Kramolín, Lipnice, Nepomuk, Šalmanovice und Vlachnovice.
Das Gemeindegebiet gliedert sich in die Katastralbezirke Jílovice u Trhových Svinů, Kojákovice, Kramolín u Kojákovic, Lipnice u Kojákovic, Šalmanovice und Vlachnovice.

### Nachbargemeinden
| Mladošovice | Libín                                       | Domanín u Třeboně, Třeboň |
| Borovany    | Kompassrose, die auf Nachbargemeinden zeigt | Cep                       |
|             | Petříkov                                    | Suchdol nad Lužnicí       |

## Geschichte
Jílovice entstand wahrscheinlich im 13. Jahrhundert. Die erste schriftliche Erwähnung erfolgte 1366, als Johann von Landstein das Dorf zusammen mit einer Hälfte der Stadt Wittingau sowie weiteren Ortschaften an die Brüder Jost, Johann und Peter von Rosenberg verkaufte. Die Kirche ist seit 1370 nachweisbar. Außerdem bestand in Jílovice auch ein Rittersitz. Im Jahre 1485 verpfändete Johann von Rosenberg das Dorf an die Neuhauser Bürger Hans und Dorothea Gnauer von Hory. Zu dieser Zeit verklagte Markéta von Doudleby den Ritter Vojtěch von Jílovice wegen der Aneignung ihr gehörigen Landes. In der ersten Hälfte des 16. Jahrhunderts war das Dorf kurzzeitig an die Ritter Weichsel von Wettern (Višně z Větřní) verpfändet. 1550 verkaufte Johann Weichsel von Wettern Jílovice für 435 Schock Groschen an die Vormünder der minderjährigen Wilhelm und Peter Wok von Rosenberg, Hieronymus Graf Schlick von Passaun und Ulrich Holicky von Sternberg. Wilhelm von Rosenberg verpfändete das Gut 1551 an Katharina Korzensky von Teressow ( Kateřina Kořenská z Terešova), die das Dorf dem Augustinerkloster Borovany überließ. Nach der Aufhebung des Klosters hielten die verbliebenen Augustiner ihre Gottesdienste in der Jílovicer Kirche ab. Die Kmetenhöfe (dvory kmetcí) in Jílovice gingen im Jahre 1600 erblich an die Rosenberger über und wurden mit der Herrschaft Wittingau vereint. Nach dem Tode von Peter Wok von Rosenberg fiel das Erbe der Rosenberger 1612 an Johann Georg von Schwanberg. Zu Beginn des Dreißigjährigen Krieges unterstützte der Pilsener Kreishauptmann Peter von Schwanberg die aufständischen Stände. 1619 fiel das Heer des kaiserlichen Generals Charles Bonaventure de Longueval, Comte de Bucquoy in die Gegend ein und verwüstete sie. Nach der Niederlage in der Schlacht am Weißen Berg wurde Wittingau zum Zentrum der Aufständischen, das den Angriffen der kaiserlichen Truppen noch bis zum März 1622 widerstand. Danach wurden die Güter der Witwe Peter von Schwanbergs, Anna Maximiliane von Oppersdorff durch Kaiser Ferdinand II. konfisziert. Da nach dem Ende des Dreißigjährigen Krieges im Zuge der Rekatholisierung katholische Geistliche fehlten, wurde die Pfarre um 1650 aufgehoben und die Kirche als Filiale an die Pfarre Suchenthal angeschlossen. Ferdinand II. schenkte die Herrschaft Wittingau am 2. Januar 1647 seinem Sohn, Erzherzog Leopold Wilhelm, der Wittingau am 2. Januar 1660 an Johann Adolf I. Graf von Schwarzenberg verkaufte. Durch den Religionsfonds wurde 1785 unter Kaiser Joseph II. in Jílovice wieder eine Pfarre eingerichtet und 1786 das Pfarrhaus erbaut. Im Jahre 1840 bestand das an der Gratzener Straße gelegene Dorf Gilowitz aus 50 Häusern mit 234 Einwohnern. Diese waren mit Ausnahme von zwei zum Gut Forbes gehörigen Häusern der Herrschaft Wittingau untertänig. Unter dem Patronat des Religionsfonds bestanden die Pfarrkirche St. Jakobus, sowie das Pfarrhaus und die Schule. Gilowitz war Pfarrdorf für Weska, Kramolin, Lipnitz, Schalmanowitz, Gereitdorf, Wlachnowitz, Tieschin und Nepomuk. Bis zur Mitte des 19. Jahrhunderts blieb das Dorf immer größtenteils der Herrschaft Wittingau untertänig.
Nach der Aufhebung der Patrimonialherrschaften bildete Jílovice/Jilowitz ab 1850 mit dem Ortsteil Veska/Weska eine Gemeinde in der Bezirkshauptmannschaft und dem Gerichtsbezirk Třeboň/Wittingau. Zwischen 1868 und 1870 erfolgte entlang der Strobnitz der Bau der Kaiser Franz Josephs-Bahn. Knapp drei Kilometer südwestlich des Dorfes wurde 1906 im Wald der Haltepunkt Jílovice eingerichtet. Die Freiwillige Feuerwehr gründete sich 1894. Im Jahre 1910 hatte die Gemeinde 822 Einwohner, davon waren 818 Tschechen und vier Deutsche. Im Ortsteil Jílovice/Jilowitz lebten 699 Tschechen und vier Deutsche. In der Nähe der Bahnstation entstand 1913 ein Bahnhofgebäude und am 1. Mai 1914 wurde die neue Bahnstation Jílovice eröffnet. Am Bahnhof entstanden wenig später Wirtschaftsgebäude der Raiffeisengenossenschaft und das Dampfsägewerk Stašek. 1919 bildete sich in Jílovice eine Ortsgruppe des Sokol und zwei Jahre später auch eine des Orel. Im Zuge der Aufhebung des Okres Třeboň wurde Jílovice 1948 dem Okres Trhové Sviny und nach dessen Auflösung zu Beginn des Jahres 1961 dem Okres České Budějovice zugeordnet. Das Dampfsägewerk Stašek wurde nach dem Zweiten Weltkrieg in eine Betonrohrfabrik umgewandelt, die nach 1990 stillgelegt wurde. Am Bahnhof entstand in der zweiten Hälfte des 20. Jahrhunderts die Ansiedlung Jílovice nádraží, die volkstümlich mit Na Zastávce bezeichnet wird. Zum 1. Januar 1976 wurden Kojákovice (mit Kramolín und Lipnice) und Vlachnovice eingemeindet; am 1. April 1976 folgten noch Šalmanovice einschließlich Jiterní Ves und Nepomuk. In den ehemaligen Raiffeisen-Gebäuden entstand nach der Samtenen Revolution ein privates Fahrradmuseum, das jedoch nicht öffentlich zugänglich ist. Anlässlich der 640-Jahr-Feier erhielt die Gemeinde im Juni 2006 ein Wappen und Banner.

## Bevölkerungsentwicklung
| Jahr      | 1869 | 1880 | 1890 | 1900 | 1910 | 1921 | 1930 | 1950 | 1961 | 1970 | 1980 | 1991 | 2001 | 2011 | 2021 |
| --------- | ---- | ---- | ---- | ---- | ---- | ---- | ---- | ---- | ---- | ---- | ---- | ---- | ---- | ---- | ---- |
| Einwohner | 2304 | 2204 | 2337 | 2493 | 2634 | 2299 | 2180 | 1588 | 1550 | 1324 | 1047 | 901  | 842  | 933  | 1027 |

## Sehenswürdigkeiten

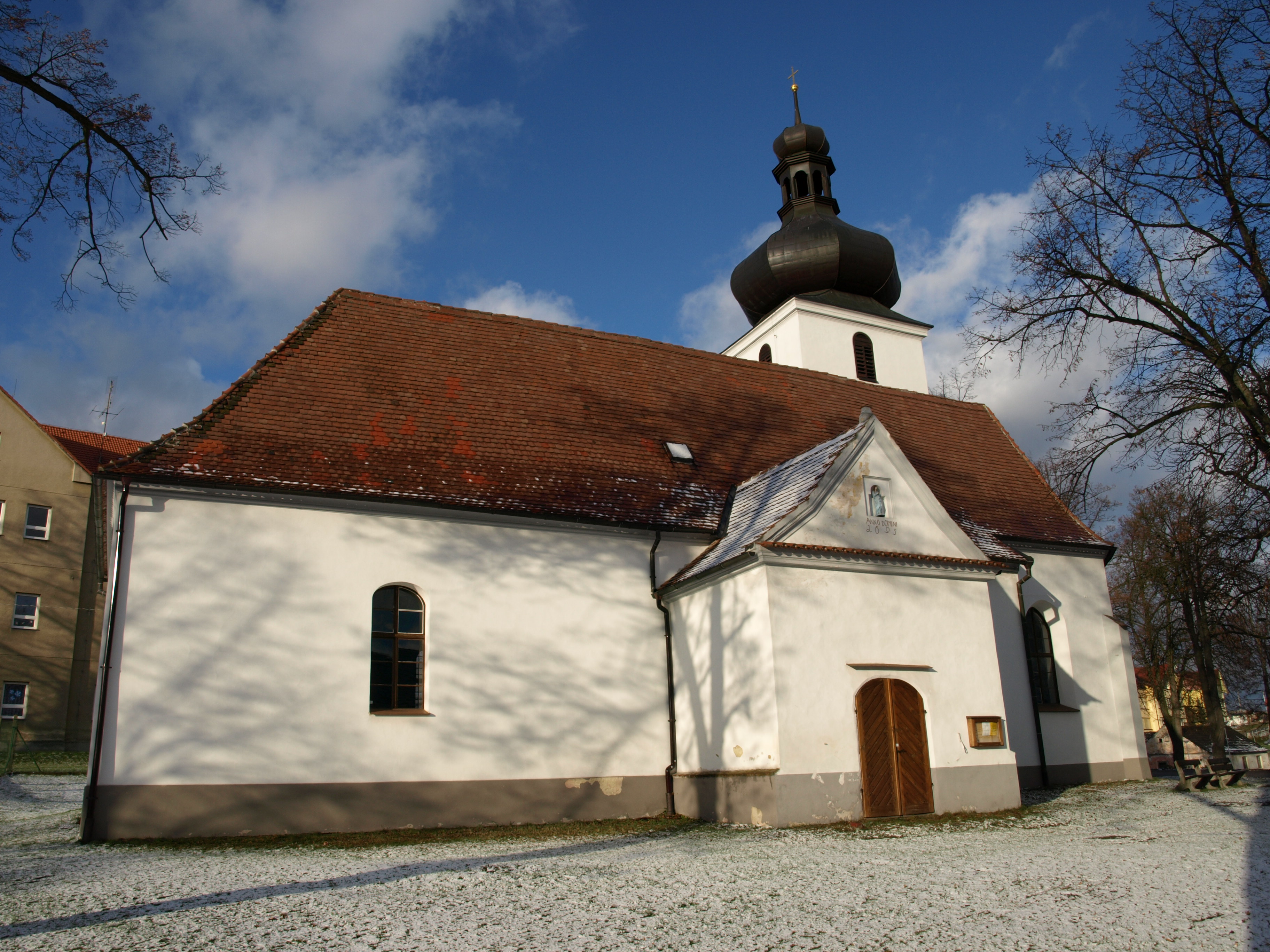
Kirche Jakobus des Älteren

- Frühgotische Pfarrkirche Jakobus des Älteren aus dem 13. Jahrhundert, der Anbau des barocken Zwiebelturmes erfolgte im Jahre 1695. Sein heutiges Aussehen erhielt der Bau bei der 1891 erfolgten Erweiterung. Die Kanzel stammt aus dem Jahre 1720. Das Hauptaltarbild schuf 1858 der Maler František Čermák.
- Barockes Pfarrhaus, errichtet 1786
- Museum in Kojákovice
- Naturreservat Červené blato
- Naturschutzgebiet Brouskův mlýn in der Flussaue der Strobnitz mit einer Ausdehnung von 138 ha, es wurde 1992 unter Schutz gestellt
- Naturschutzgebiet Ruda u Kojákovic, Sumpfgebiet am Teich Ruda bei Kojákovice und Hrachoviště
- Kapelle in Šalmanovice
- Gehöfte im südböhmischen Bauernbarockstil in